# Jeff Wayne's Musical Version of The War of The Worlds
Jeff Wayne's Musical Version of The War of the Worlds (Музикална версия на Война на световете от Джеф Уейн) е концептуален албум създаден през 1978 от Джеф Уейн, основата на историята е романът на Хърбърт Уелс Война на световете. Форматът му е прогресивен рок. Във Великобритания двойният диск става бестселър с над 15 милиона продадени копия. Историята на Jeff Wayne's musical version of The War Of The Worlds включва няколко версии на албума, компютърна игра и турне по случай 30-годишнината.

## Състав
- Ричард Бъртън – реч (Журналиста, разказвач)
- Дейвид Есекс – реч и вокали (Артилериста)
- Фил Лайнът – реч и вокали (енорийски свещеник Натаниел)
- Джули Коувингтън – реч и вокали (Бет)
- Джъстин Хейуърд – вокали (Журналиста, „Есен завинаги“)
- Крис Томпсън – вокали (Гласът на човечеството „Гръмотевични“)
- Джери Уейн – реч („Епилог, част 2“)
- Кен Фрийман[1] – Клавирни инструменти
- Крис Спединг – китара
- Джо Партридж – китара, мандолина, звукови ефекти
- Джордж Фентън – цитра, катран
- Хърби Флауърс – бас китара
- Бари Морган – барабани
- Бари Да Суза, Рой Джоунс, Рей Купър – ударни
- Павел Виграс, Гари Озбърн, Били Лоури – беквокали

## За албума
Jeff Wayne's Musical Version of The War of the Worldsе създадена от композитора Джеф Уейн, по едноименният роман на Хърбърт Уелс от 1898. Участва номинираният за Оскар актьор Ричард Бъртън, Джъстин Хейуърд (от Муди Блус), Крис Томпсън (на от Манфред Ман), Фил Линот (от Тин Лизи), Джули Коувингтън (от Евита), и Дейвид Есекс (Евита). Уейн дирижира групата Черен дим и струнния оркестър ULLAdubULLA.
„Есен завинаги“, „В навечерието на войната“, „Гръмотевични“, и „Духът на човека“ са най-изявените песни в албума. „Есен завинаги“, изпята от Джъстин Хейуърд, влиза в UK Top 5 single. Самият албум се задържа 290 седмица в класациите UK album charts. Той е в топ 10 в 22 страни и достига #1 в 11 страни.
Албумът е един от първите записани на 48 писти, като се използват две синхронизирани 24 пистови уредби от 80-те години на AdVision Studios в Лондон. Това е било проектирано от Джеф Йънг, който е в голяма помощ при осъществяването на записите. Умението му в това отношение е признато по-късно от Джордж Майкъл, който е работил с него при записването на „Последната Коледа“ и „Небрежен шепот“, като се използва същото студийно оборудване.
Повторението на вика „Ула!“, издавано от марсианците, действа като лайтмотив.
Официалният албум е издаден в комплект с няколко картини на Питър Годфилоу, Джеф Тейлър и Майкъл Трим, които помагат да се илюстрира историята от началото до края.

### Други версии на албума
През 1978 е записана „радио версия“, която е била предоставена на радио станциите. Специални интро-та и окончания е трябвало да се добавят към някои песни, защото те просто не са били пригодени за радиоизлъчване. Тази версия на албума се оказва много сполучлива и е издадена през 1981 г. CBS решава да го пусне в търговската мрежа под заглавие Акценти от Музикалната версия на Джеф Уейн на „Война на световете“.
Две испански версии на албума са издадени през 1978 г., като едната е с участието на Антъни Куин в ролята на журналиста. А немската версия е пусната през 1980 г. с Курт Юргенс като журналиста.